# Jules Frison
Jules Publicola Frison (Antwerpen, 14 oktober 1796 - Brussel, 23 november 1864) was een Belgisch advocaat, industrieel en lid van het Nationaal Congres.

## Biografie

### Familie
Jules Frison was een zoon van André Frison en Anne-Marie Chapel. Hij was een kleinzoon van Jacques Joseph Chapel, een broer van Auguste Frison, industrieel, volksvertegenwoordiger en burgemeester van Jumet, en een schoonbroer van Gustave Nalinne, advocaat, lid van het Nationaal Congres, burgemeester van Charleroi en provincieraadslid van Henegouwen.
Hij trouwde in 1833 in Bergen met Joséphine Hennekinne (°1799). Ze waren de schoonouders van Amédée Fourcault, industrieel, provincieraadslid van Henegouwen en senator.

### Loopbaan
Frison vestigde zich als advocaat in Charleroi. In februari 1830 werd hij burgemeester van Lodelinsart.
Door de kiezers van het arrondissement Charleroi als plaatsvervangend lid verkozen voor het Nationaal Congres, zetelde hij vanaf 8 december 1830. Met zijn twintig tussenkomsten in de publieke zittingen was hij een redelijk actief congreslid. Hij werd gecatalogeerd als voorstander van aanhechting bij Frankrijk en als antiklerikaal. Frison stemde voor de hertog van Nemours als staatshoofd en voor Surlet de Chokier als regent. Hij stemde tegen Leopold van Saksen Coburg en verklaarde dat hij hem niet wilde omdat deze prins tegen Frankrijk was en dat toute combinaison anti-française est un malheur pour mon pays. Hij stemde ook tegen het Verdrag der XVIII artikelen. Hij kreeg het op de zenuwen van de leden die afwezig bleven en drong bij herhaling aan opdat ze zouden worden tot de orde geroepen.
Frison werd ook industrieel. De Verreries de Dampremy opereerden onder de naam Jules Frison et Cie. Hij komt niet voor onder de bestuurders, maar wel zijn broer Auguste.
Aanwezig in Brussel in 1846 op de stichtingsbijeenkomst van de Liberale Partij werd hij in de notulen vermeld als "maître de verreries, président de la chambre de commerce, bourgmestre, ancien membre du congrés national, Lodelinsart".